# Peter Fox
Pierre Baigorry, noto come Peter Fox, Enuff o Pete Fox (Berlino Ovest, 3 settembre 1971), è un cantante e musicista tedesco, attivo come solista e come membro del gruppo Seeed.

## Biografia
Nel settembre 2008 ha pubblicato in Germania l'album Stadtaffe, che ha avuto un grande successo vendendo oltre un milione di copie in patria e raggiungendo i vertici delle classifiche anche in Austria e Svizzera. Nel 2009 vince il Bundesvision Song Contest con Schwarz zu blau. È attivo fin dal 1998 come membro dei Seeed, gruppo che ha debuttato nel 2001 con successo in Germania.

## Premi
Ha vinto diversi premi Echo, tra cui quello nella categoria "album dell'anno" nel 2009.
Ha vinto uno European Border Breakers Awards nel 2010.

## Discografia solista
Album
- 2008 - Stadtaffe
- 2023 - Love Songs

## Videografia
- Live aus Berlin (2009)